# Maged Eddy Abillama
Maged Eddy Abillama, né en 1958, est un homme politique libanais du parti Forces libanaises.

## Biographie
Il est élu député à la Chambre des députés (Liban) lors des Élections législatives libanaises de 2018.